# Keith Hamel
Keith Hamel (* 1956 in Morden/Manitoba) ist ein kanadischer Komponist, Musikpädagoge und Spezialist für Computermusik.

## Leben
Hamel studierte am Royal Conservatory of Music in Toronto. Er erlangte 1981 den Bachelorgrad an der Queen’s University und 1984 bzw. 1985 den Master- und Doktorgrad an der Harvard University. Daneben studierte er zwischen 1981 und 1984 Computermusik am Massachusetts Institute of Technology bei Barry Vercoe und nahm Kompositionsunterricht bei István Anhalt, Donald Martino, Peter Maxwell Davies, Earl Kim und Leon Kirchner. 
Seit 1987 unterrichtet Hamel an der University of British Columbia, wo er seit 1997 eine Professur innehat und am Institute for Computing, Information and Cognitive Systems (ICICS) und am Media and Graphics Interdisciplinary Centre (MAGIC) arbeitet und Direktor des Studios für elektronische Musik ist. Unter anderem studierte die Komponistin Jocelyn Morlock bei ihm. Außerdem war er u. a. als Vizepräsident der International Society for Contemporary Music, Präsident des Canadian Music Centre, Vorstandsmitglied der Canadian League of Composers und Mitglied der Canadian Electroacoustic Community und der International Computer Music Association aktiv.
Hamel komponiert sowohl klassische akustische als auch elektroakustische Musik. Unter anderem schuf er Werke für den Flötisten Robert Cram, den Fagottisten Jesse Read, die Klarinettisten Jean-Guy Boisvert und François Houle, die Saxophonisten Julia Nolan und Jeremy Brown, die Posaunisten Jeremy Berkman und Benny Sluchin, die Bratschistin Marina Thibeault, die Pianisten Douglas Finch, Megumi Masaki, Jane Hayes und Corey Hamm, das Vancouver Symphony Orchestra und das Ensemble intercontemporain. In seinen späteren Kompositionen verwandte er häufig die Verbindung von Livemusikern, computergesteuerter Elektronik und interaktiven Videos. Hamel ist auch Autor der Notationssoftwares NoteWriter und NoteAbilityPro.